# Ryszard Kubiczek
Ryszard Kubiczek (ur. 2 października 1924 we Lwowie, zm. 13 października 2015) – generał brygady LWP.

## Życiorys

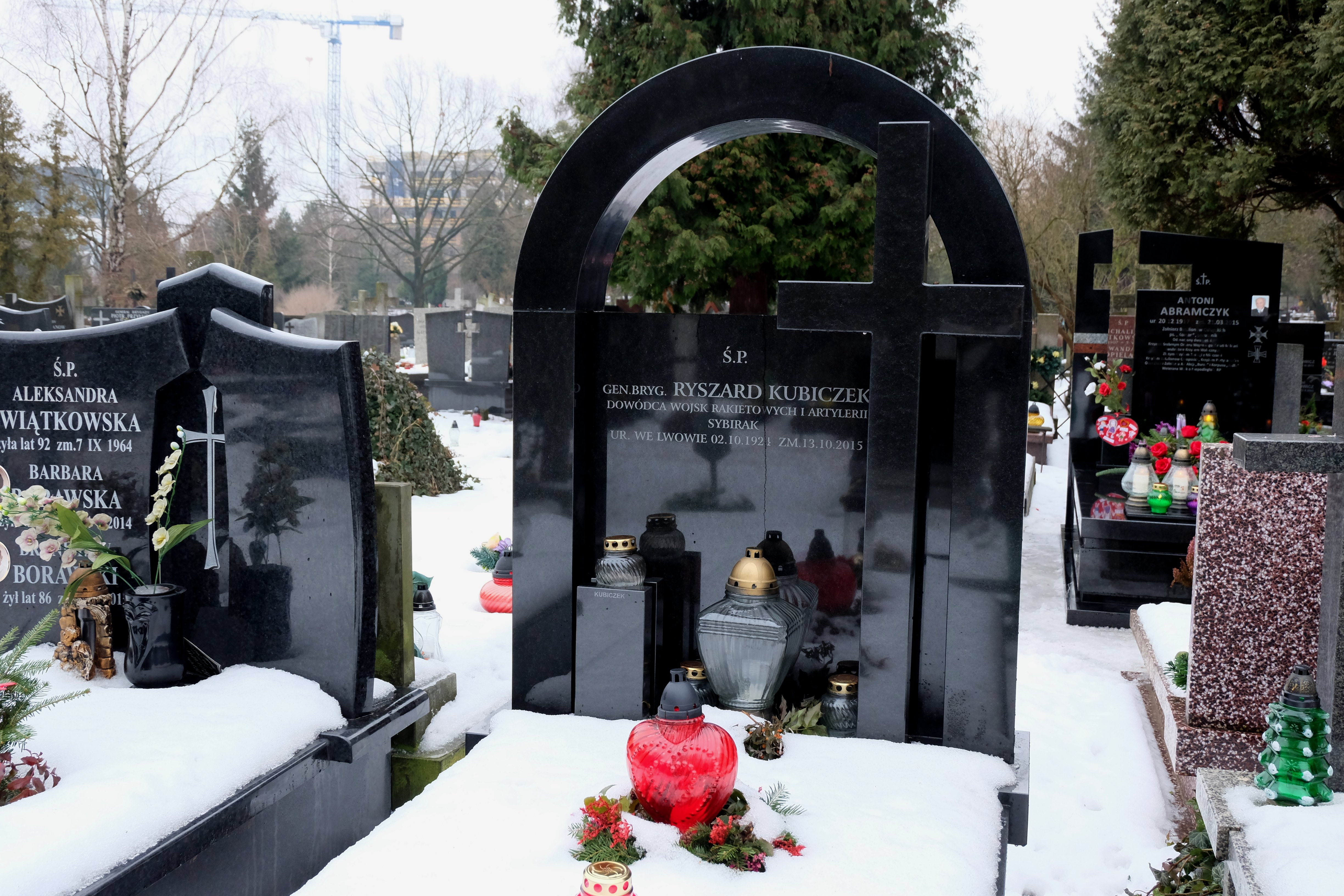
Grób generała Ryszarda Kubiczka na Cmentarzu Wojskowym na Powązkach w Warszawie

Do 1939 uczył się w konserwatorium muzycznym we Lwowie, w czerwcu 1940 wraz z rodziną wywieziony przez NKWD do Maryjskiej ASRR, gdzie pracował przy wyrębie tajgi. W maju 1943 wstąpił do Armii Polskiej w ZSRR, do 1 pp 1 DP im. T. Kościuszki. Skończył kurs w obozie w Sielcach nad Oką i kurs kierowców w Bronnicy pod Moskwą. Kierowca w 1 Samodzielnym batalionie szturmowym 1 DP. W 1944 elew szkoły oficerskiej w Kostromie, Riazaniu i Chełmie, od jesieni 1944 dowódca plutonu i podporucznik. Dowódca szkolnej baterii w Oficerskiej Szkole Artylerii w Olsztynie i baterii sztabowej w 54 pal w Ełku. 1948–1950 dowódca 29 dywizjonu artylerii ciężkiej w Bolesławcu, 1950–1952 dowódca 70 pułku artylerii haubic w Gnieźnie, 1952–1953 dowódca 15 Brygady Artylerii Ciężkiej w Węgorzewie, 1954 dowódca 26 Brygady Haubic w Orzyszu. 1954–1955 na kursie akademickim w Akademii Sztabu Generalnego WP w Rembertowie. 1955-1956 dowódca artylerii 8 Korpusu Armijnego w Olsztynie, później krótko dowódca tego Korpusu. 1956–1961 szef sztabu Dowództwa Artylerii Pomorskiego Okręgu Wojskowego w Bydgoszczy. Od 1961 do 1963 studiował w Akademii Sztabu Generalnego Sił Zbrojnych ZSRR im. K. Woroszyłowa w Moskwie, następnie szef artylerii Pomorskiego Okręgu Wojskowego, od 1965 zastępca szefa, a od kwietnia 1966 szef Wojsk Rakietowych i Artylerii tego okręgu. Jesienią 1972 mianowany generałem brygady; nominację wręczył mu w Belwederze przewodniczący Rady Państwa PRL Henryk Jabłoński. 1972–1977 zastępca szefa, a 1977–1983 szef Wojsk Rakietowych i Artylerii WP. W 1977 ukończył Wieczorowy Uniwersytet Marksizmu-Leninizmu dla kierowniczej kadry Instytucji Centralnych MON i akademii wojskowych. W latach 1983–1989 komendant Wydziału Wojsk Lądowych ASG WP w Warszawie. W 1989 przeszedł w stan spoczynku. Pochowany na cmentarzu Powązki Wojskowe w Warszawie (kwatera FIII-9-14).

## Wybrane odznaczenia
- Order Sztandaru Pracy II klasy
- Krzyż Oficerski Orderu Odrodzenia Polski
- Krzyż Kawalerski Orderu Odrodzenia Polski
- Medal 10-lecia Polski Ludowej
- Medal 30-lecia Polski Ludowej
- Medal 40-lecia Polski Ludowej
- Złoty Medal „Siły Zbrojne w Służbie Ojczyzny”
- Złoty Medal „Za zasługi dla obronności kraju”